# Louis-François-Clement Breguet

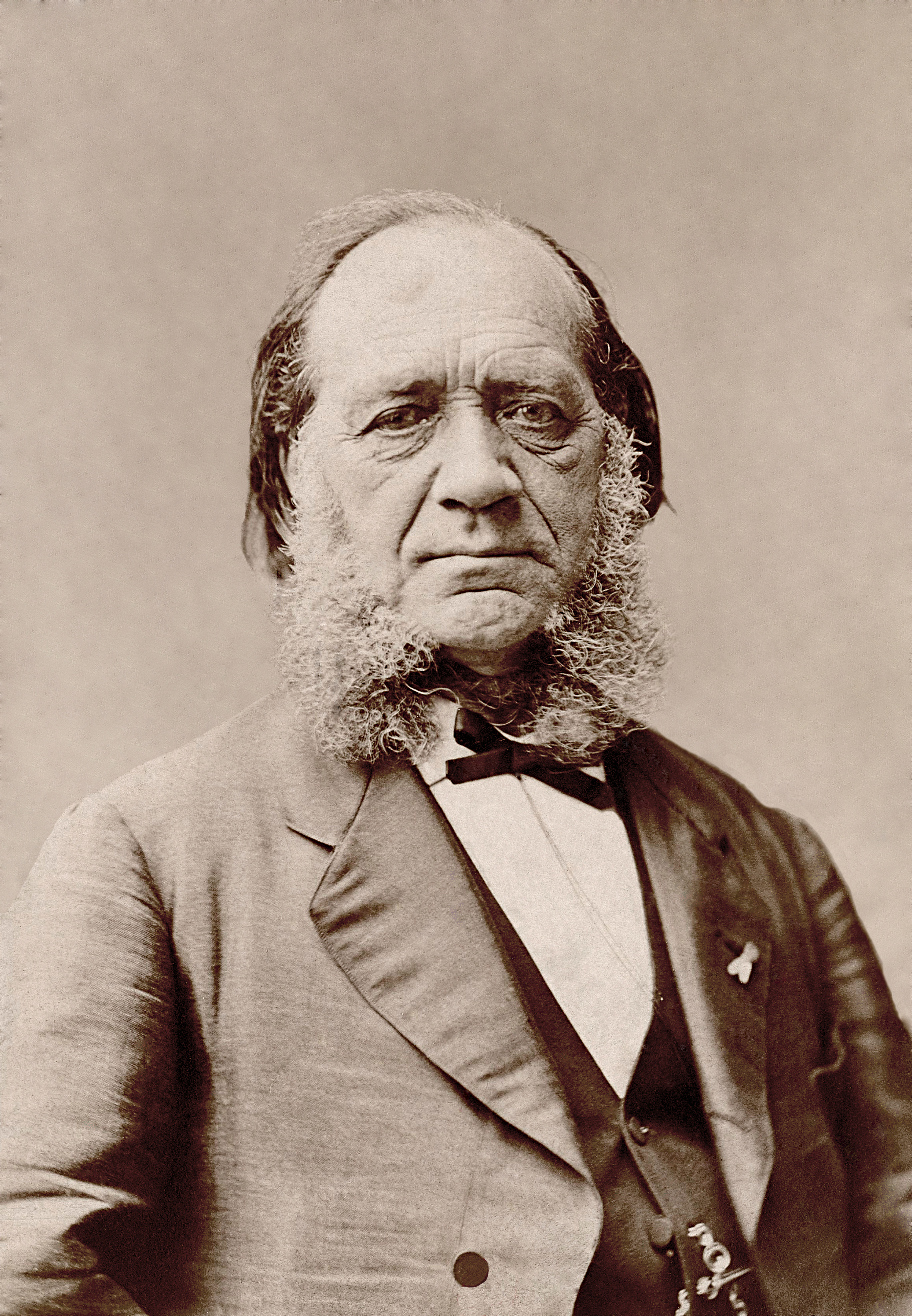
Louis François Clément Breguet

Louis François Clément Breguet (ur. 22 grudnia 1804 w Paryżu, zm. 27 października 1883 w Paryżu) – francuski fizyk i zegarmistrz.

## Życiorys
Ukończył Lycée Condorcet. Wraz z Antoine Massonem wynaleźli cewkę indukcyjną dopracowaną następnie przez Heinricha Daniela Ruhmkorffa i znaną jako cewka Ruhmkorffa. Opracował również lustro obrotowe dla aparatu Fizeau-Foucaulta, użytej następnie przez Leona Focaulta i Armanda Fizeau do pomiaru prędkości światła. W roku 1856 zaprojektował sieć zegarów elektrycznych dla centrum Lyonu.

## Hołd
Jego nazwisko pojawiło się na liście 72 nazwisk na wieży Eiffla.